# IMEI

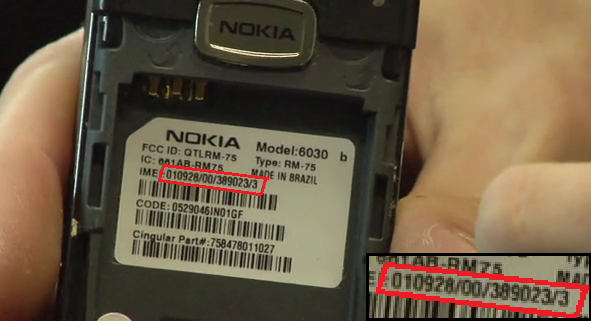
International Mobile Equipment Identity

IMEI (англ. International Mobile Equipment Identity — международный идентификатор мобильного оборудования) — это номер, обычно уникальный, для идентификации телефонов GSM, WCDMA и IDEN, а также некоторых спутниковых телефонов. Имеет либо 15 цифр в десятичном представлении, где последняя цифра — контрольная по алгоритму Луна, либо 16, где две последние цифры — это версия программного обеспечения мобильного устройства.

## Общие сведения
IMEI присваивается уполномоченными организациями, в частности, BABT British Approvals Board for Telecommunications. Он служит для идентификации устройства в сети и хранится в прошивке аппарата. Как правило, IMEI указывается в четырёх местах: в самом аппарате (в большинстве случаев его можно вывести на экран набором на клавиатуре), под аккумуляторной батареей, на упаковке и в гарантийном талоне. IMEI играет роль серийного номера аппарата при авторизации в сети, передаётся в эфир при авторизации в сети. Также IMEI используется для слежения за аппаратами и блокирования краденых телефонов на уровне оператора сотовой связи, что не позволяет в дальнейшем использовать такой аппарат в сети этого оператора, однако не мешает его использованию в других сетях. Опорная сеть GSM хранит IMEI в EIR.
В отличие от ESN и MEID, используемых в CDMA и прочих сетях, IMEI используется только для идентификации устройства и не имеет постоянного отношения к абоненту. Вместо него используется номер IMSI, хранящийся на SIM-карте, которую можно вставить в практически любой другой аппарат. Однако существуют специальные системы, позволяющие одному телефону использовать только одну определённую SIM-карту.
Модель и происхождение телефона описываются первыми 8 цифрами IMEI (так называемый TAC). Оставшаяся часть — серийный номер с контрольной цифрой в конце. Телефонам, поддерживающим одновременную работу с несколькими SIM-картами, присваивается несколько номеров IMEI.

## Смена IMEI
В 2002 году на сайте BBC было опубликовано мнение представителей Vodafone и British Telecom о том, что IMEI телефона может быть легко изменён при помощи доступного программного обеспечения.
В некоторых странах, например, в Республике Беларусь, изменение IMEI является уголовно наказуемым деянием. Имеется также случай попытки уголовного преследования за изменение IMEI в Казахстане.

## Структура IMEI и IMEISV
IMEI (14 десятичных цифр плюс контрольная цифра) содержит информацию о происхождении, модели и серийном номере устройства. Первые 8 цифр определяют модель и место происхождения устройства и известны как TAC (Type Approval Code). Остальная часть — определяемый производителем серийный номер аппарата, с высчитанной по алгоритму Луна контрольной цифрой в конце. До 2003 года эта цифра обязательно должна была равняться 0. Позже это правило было отменено.
IMEISV (International Mobile Terminal Identity и Software Version number) состоит из 16 цифр и обеспечивает уникальную идентификацию каждого мобильного телефона и соответствие версии программного обеспечения, инсталлированного в мобильный телефон, разрешенной оператором. От версии программного обеспечения зависят услуги, доступные для мобильного аппарата, а также способность выполнить речевое кодирование, и поэтому данный параметр весьма важен.
По состоянию на 2004 год формат IMEI представляет собой AA-BBBBBB-CCCCCC-D, хотя он не всегда может отображаться таким образом. В IMEISV вместо одного контрольного числа используются две цифры версии программного обеспечения, поэтому IMEISV выглядит как АА-BBBBBB-CCCCCC-EE.
|               | AA  | -   | BB  | BB  | BB  | -              | CC             | CC             | CC             | D или EE                                              |
| ------------- | --- | --- | --- | --- | --- | -------------- | -------------- | -------------- | -------------- | ----------------------------------------------------- |
| Старые IMEI   | TAC | TAC | TAC | TAC | FAC | Серийный номер | Серийный номер | Серийный номер | Серийный номер | Контрольное число алгоритма Луна или 0 (до 2003 года) |
| Новые IMEI    | TAC | TAC | TAC | TAC | TAC | Серийный номер | Серийный номер | Серийный номер | Серийный номер | Контрольное число алгоритма Луна или 0 (до 2003 года) |
| Старые IMEISV | TAC | TAC | TAC | TAC | FAC | Серийный номер | Серийный номер | Серийный номер | Серийный номер | Версия программного обеспечения (SVN)                 |
| Новые IMEISV  | TAC | TAC | TAC | TAC | TAC | Серийный номер | Серийный номер | Серийный номер | Серийный номер | Версия программного обеспечения (SVN)                 |

До 2002 года TAC состоял только из 6 цифр, оставшиеся 2 цифры составляли код места окончательной сборки (Final Assembly Code). С 1 января 2003 и до 1 апреля 2004 года проходил переходной период, во время которого все коды FAC равнялись цифрам 00. Начиная с 1 апреля 2004 года FAC прекратил своё существование, а TAC был расширен до 8 цифр.
Первые две цифры TAC — это официально зарегистрированный код RBI (Reporting Body Identifier). RBI всегда меньше, чем 0xA0, что позволяет легко отличать IMEI от MEID, начало которого равно или больше, чем 0xA0.
Для примера рассмотрим IMEI 35-209900-176148-1 или IMEISV 35-209900-176148-23:
TAC: 35-2099 — код британского совета по согласованию телекоммуникаций (BABT) и номер модели 2099 (Alcatel One Touch 332)
FAC: 00 — такой код значит, что телефон был сделан во время переходного периода, когда FAC был упразднён. Во время существования FAC использовались, в том числе, и следующие коды: 60 — Сингапур, 67 — США, 19,03 или 40 — Великобритания, 07 08, 20, 41-49, 78 или 80 — Германия, 01, 05, 06, 09, 10 или 70 — Финляндия, 13 — Азербайджан, 30 — Корея, 80 — Китай, 04 — Вьетнам, 02 или 20 — Объединенные Арабские Эмираты
SNR: 176148 — серийный номер аппарата
CD: 1 — контрольное число
SVN: 23 — номер версии программного обеспечения, которое установлено на телефоне. Число 99 зарезервировано.
IMEI нового стиля выглядит немного по-другому: 49-015420-323751 (немецкая Nokia 3110 classic) и имеют 8-значный TAC (49-015420).
Новый идентификатор подвижного оборудования MEID, работающий в CDMA-сетях, использует тот же базовый формат, что и IMEI.

### Вычисление контрольного числа
1. Сложить все цифры в нечетных позициях;
2. Удвоить цифры на четных местах и вычислить сумму цифр полученных чисел.
(Что эквивалентно замене:
  - 0=0
  - 1=2
  - 2=4
  - 3=6
  - 4=8
  - 5=1
  - 6=3
  - 7=5
  - 8=7
  - 9=9
с последующим суммированием)
3. К полученному числу прибавить результат, полученный в п.1;
4. Если полученное число кратно 10, тогда контрольное число IMEI равно 0. В противном случае контрольная сумма равна числу, которое нужно прибавить к результату, чтобы получить ближайшее большее «круглое» число.

Пример
IMEI=35-419002-389644-3.
Сложить все цифры в нечетных позициях:
3+4+9+0+3+9+4 = 32
Заменить цифры на четных местах:
5,1,0,2,8,6,4 => 1,2,0,4,7,3,8
и сложить их:
1+2+0+4+7+3+8 = 25
К полученному числу прибавить результат п.1.
25 + 32 = 57
Контрольная сумма равна числу, которое нужно прибавить к результату, чтобы получить ближайшее большее «круглое» число:
60 — 57 = 3